# Schwarzach am Main
Schwarzach am Main (ufficialmente Schwarzach a.Main) è un comune tedesco di 3 683 abitanti, situato nel land della Baviera.

## Frazioni
Schwarzach am Main si divide in sei frazioni, ciascuna delle quali era precedentemente un comune indipendente:
- Düllstadt (comune indipendente fino al 1º ottobre 1973)
- Gerlachshausen (comune indipendente fino al 1º ottobre 1973)
- Hörblach (comune indipendente fino al 1º aprile 1971)
- Münsterschwarzach (comune indipendente fino al 1º ottobre 1973)
- Schwarzenau (comune indipendente fino al 1º aprile 1971)
- Stadtschwarzach (comune indipendente fino al 1º aprile 1971)